# Edward Sansot
Pour les articles homonymes, voir Sansot.
Joseph Edvard Auguste Sansot né le 1er janvier 1864 à Aignan (Gers) et mort le 15 juin 1926 à Nice, est un éditeur français, fondateur des Éditions E. Sansot.

## Biographie
Fils de Joseph Sansot, négociant à Aignan et d'Orence Thérézia Planté, il quitte Toulouse après avoir publié quelques plaquettes de poésies et lancé trois revues (La Revue poétique méridionale, Le Rossignol et Le Domino rose), et vient s'installer à Paris, 53 rue Saint-André-des-Arts où il lance, en mai 1903 d'abord la Bibliothèque Internationale d'Édition qui devient peu à peu la Librairie E. Sansot et Cie, Éditeurs. L'adresse du siège passe progressivement au 7-9 rue de l'Éperon, et resta celle-ci jusqu'à la fin.
Tout en collaborant à La Revue blanche et au Mercure de France, Sansot noue de solides amitiés avec certaines grandes plumes de son temps. Dreyfusard mais éditeur de quelques titres de Maurice Barrès, ouvert aux nouvelles formes d'écritures, il fut proche de Marinetti et des futuristes, fondant même une revue, l′Anthologie-Revue de France et d'Italie, à la fois à Paris et à Milan. Par ailleurs, il publia quelques essais sous le nom d'Edward Sansot-Orland.
Parmi les nombreux auteurs au catalogue, on notera la présence importante de Renée Vivien, Ernest Gaubert, Alphonse Séché, Robert de Montesquiou, Adolphe van Bever, Joséphin Péladan ou encore, curieusement, de Marcel L'Herbier, de Jean Paulhan avec Le Guerrier appliqué et deux ouvrages d'Alfred Jarry. Un éclectisme qui faisait sourire Paul Léautaud avec qui Sansot travailla.
Durant les années 1880, Sansot s'était lié d'amitié avec Laurent Tailhade, qui lui présenta de nombreux jeunes auteurs dont Édouard Dubus, mais prendra ses distances avec lui après 1902. En 1908, il reçoit la Légion d'honneur. En février 1909, sa société la Librairie E. Sansot et Cie crée une librairie générale, la Librairie des Lettrés au 92 boulevard Saint-Germain sous la direction de René Chiberre, collaborateur de la maison depuis sa fondation et qui reprendra en octobre 1920, pour raison de santé, la direction des Éditions Sansot.
Pendant la Première Guerre mondiale, la maison tourne au ralenti et, après 1918, Sansot perd en puissance. En 1921, Simon Kra tente un rapprochement. En janvier 1922, Edward Sansot et Raymond Febvre, directeur du quotidien L’Essor niçois, ouvrent à Nice sous le nom de Modern Studio un « cabinet de littérature et d'art avec service de librairie ».
En décembre 1925, les Éditions Sansot sont rachetées par L.-H. Alexandre qui succède à R. Chiberre, lequel reprendra le contrôle par jugement en janvier 1928. Chiberre confie ensuite le fonds à la librairie J. Crémieu (Paris).
Edward Sansot avait épousé Léonie Jeanne Marguerite Mourgues.

## Collections
Sansot publia entre 1903 et 1926, plus de 500 titres. Certains ouvrages trouvaient place dans les collections suivantes :
- Les idées et les formes
- Collection des Glanes françaises
- Collection des Princeps
- Nouvelles bibliothèque de variétés littéraires
- Petite collection Scripta brevia (poésie)
- Collection d'études étrangères
- Petite bibliothèque Surannée
- Les Célébrités d'aujourd'hui (biographie)
- Bibliothèque Historique des Curiosités Littéraires (bibliophilie, 1920)
- Nouvelle collection artistique.